# Hrvatska stranka prava Posavine
Hrvatska stranka prava Posavine (HSPP) politička je stranka Hrvata u BiH, pravaškog usmjerenja
Osnovana je 2008. godine od skupine nezadovoljnika i disidenata HSP-a Đapić-dr. Jurišić. Cilj HSPP-a je djelovanje isključivo na teritoriju Bosanske Posavine, čime se nadaju postići veću učinkovitost, jer će se sve odluke vezane za djelovanje stranke donositi isključivo u Posavini. Predsjednik stranke je Andrija Mendeš, a sjedište u Orašju.